# Soulignonne
Soulignonne és un municipi francès situat al departament del Charente Marítim i a la regió de la Nova Aquitània. L'any 2007 tenia 688 habitants.

## Demografia

### Població
El 2007 la població de fet de Soulignonne era de 688 persones. Hi havia 264 famílies de les quals 64 eren unipersonals (40 homes vivint sols i 24 dones vivint soles), 84 parelles sense fills, 108 parelles amb fills i 8 famílies monoparentals amb fills.
La població ha evolucionat segons el següent gràfic:
Habitants censats

### Habitatges
El 2007 hi havia 308 habitatges, 271 eren l'habitatge principal de la família, 27 eren segones residències i 10 estaven desocupats. 303 eren cases i 3 eren apartaments. Dels 271 habitatges principals, 209 estaven ocupats pels seus propietaris, 58 estaven llogats i ocupats pels llogaters i 4 estaven cedits a títol gratuït; 2 tenien una cambra, 14 en tenien dues, 27 en tenien tres, 76 en tenien quatre i 152 en tenien cinc o més. 248 habitatges disposaven pel capbaix d'una plaça de pàrquing. A 111 habitatges hi havia un automòbil i a 146 n'hi havia dos o més.

### Piràmide de població
La piràmide de població per edats i sexe el 2009 era:
| Homes | Edats   | Dones |
| ----- | ------- | ----- |
| 0     | 95 o +  | 0     |
| 0     | 90 a 94 | 0     |
| 4     | 85 a 89 | 0     |
| 20    | 80 a 84 | 4     |
| 0     | 75 a 79 | 24    |
| 20    | 70 a 74 | 4     |
| 20    | 65 a 69 | 16    |
| 12    | 60 a 64 | 12    |
| 16    | 55 a 59 | 4     |
| 12    | 50 a 54 | 12    |
| 8     | 45 a 49 | 12    |
| 60    | 40 a 44 | 48    |
| 8     | 35 a 39 | 12    |
| 12    | 30 a 34 | 16    |
| 8     | 25 a 29 | 12    |
| 12    | 20 a 24 | 8     |
| 16    | 15 a 19 | 24    |
| 12    | 10 a 14 | 20    |
| 8     | 5 a 9   | 12    |
| 12    | 0 a 4   | 16    |

## Economia
El 2007 la població en edat de treballar era de 428 persones, 334 eren actives i 94 eren inactives. De les 334 persones actives 298 estaven ocupades (159 homes i 139 dones) i 36 estaven aturades (17 homes i 19 dones). De les 94 persones inactives 33 estaven jubilades, 28 estaven estudiant i 33 estaven classificades com a «altres inactius».

### Ingressos
El 2009 a Soulignonne hi havia 274 unitats fiscals que integraven 700,5 persones, la mediana anual d'ingressos fiscals per persona era de 16.179 €.

### Activitats econòmiques
Dels 24 establiments que hi havia el 2007, 7 eren d'empreses de construcció, 6 d'empreses de comerç i reparació d'automòbils, 2 d'empreses de transport, 1 d'una empresa d'hostatgeria i restauració, 1 d'una empresa d'informació i comunicació, 1 d'una empresa immobiliària, 5 d'empreses de serveis i 1 d'una entitat de l'administració pública.
Dels 7 establiments de servei als particulars que hi havia el 2009, 1 era un taller de reparació d'automòbils i de material agrícola, 1 paleta, 1 guixaire pintor, 2 fusteries i 2 lampisteries.
L'any 2000 a Soulignonne hi havia 37 explotacions agrícoles que ocupaven un total de 1.743 hectàrees.

## Equipaments sanitaris i escolars
El 2009 hi havia una escola elemental.

## Poblacions més properes
El següent diagrama mostra les poblacions més properes.